# خیانت (نمایشنامه)
خیانت نمایشنامه ای است که هارولد پینتر در سال ۱۹۷۸ نوشت. پینتر یکی از برترین نمایشنامه نویسان درام انگلیسی است و در این اثر، به سراغ دیالوگ‌های ساده، عواطف مخفی شخصیت‌ها، انگیزه‌های مستتر، رقابت‌های خودخواهانه، حفظ آبرو، دروغ و فریب رفته‌است.
این نمایشنامه الهام گرفته از موقعیت دراماتیک و مشکلات احساسی انگلستان در سال ۱۹۷۸است. پینتر با الهام از رابطه خود با مجری بی‌بی‌سی، جوان بیکول گفته‌است که از سال ۱۹۶۲ تا ۱۹۶۹ به درازا کشید. در این اثر، جایگشت‌های متفاوت خیانت درهم ادغام می‌شود که در ارتباط با رابطه مخفی ۷ساله است. ماجرا حول زن و مردی به نام اما و رابرت و «دوست صمیمی» رابرت به نام جری می‌گردد. جری و اما به مدت ۵سال بدون اطلاع رابرت با هم رابطه دارند تا اینکه اما بدون اطلاع جری، پیش رابرت به خیانتش اعتراف می‌کند (در نتیجه، به جری خیانت می‌کند). در سال ۱۹۷۷، یعنی چهار سال بعد از افشای این رابطه (در سال ۱۹۷۳) و دوسال بعد از اتمام خیانت (در سال ۱۹۷۵)، اما با جری ملاقات می‌کند و می‌گوید ازدواج او با رابرت به پایان رسیده‌است. سپس به دروغ به جری می‌گوید که «دیشب» حقیقت را به رابرت گفته‌است. اما حقیقت این است که رابرت در تمام ۴سال گذشته، از این خیانت باخبر بوده‌است.
پینتر برای ساختاربندی اثر خود از گاه‌شناسی معکوس استفاده کرده‌است که عملی ابتکاری است. صحنه اول بعد از اتمام خیانت و در سال ۱۹۷۷ اتفاق می‌افتد. صحنه نهایی با شروع خیانت و در سال ۱۹۶۸ تمام می‌شود. در این میان هم به ماجراهای سال‌های دیگر پرداخته می‌شود. راجر ایبرت در سال ۱۹۸۳ نقدی بر فیلم اقتباسی این اثر نوشت: «خیانت تمام ساختارهای معمول را کنار می‌زند. این نمایش با سنگدلی نشان می‌دهد که خودِ ظرفیت عشق نه تنها بر عدم خیانت به عزیزان، بلکه به عدم خیانت به خودمان نیز مبتنی است.»

### شخصیت‌ها
- اِما
- جری
- رابرت
- پیش خدمت
در سال ۱۹۷۷ اِما ۳۸ سال و جری و رابرت ۴۰ سال دارند.

## صحنه
لندن و ونیز، از سال ۱۹۶۸ تا ۱۹۷۷ (براساس گاه‌شناسی معکوس).

## تولید
این اثر در کشورهای ایتالیا، اسپانیا، استرالیا، انگلیس، امریکا اجرا شده‌است.